# Слепчицы
Сле́пчицы (укр. Сліпчиці) — село на Украине, основано в 1653 году, находится в Черняховском районе  Житомирской области.
Код КОАТУУ — 1825687601. Население по переписи 2001 года составляет 768 человек. В 2024 году - 570 человек. Почтовый индекс — 12324. Телефонный код — 4134. Занимает площадь 1,982 км².

## Известные уроженцы
- Бежевец, Александр Саввич (1929—2015)  — Герой Советского Союза.

## Адрес местного совета
12334, Житомирская область, Черняховский район, с.Слепчицы, ул.Советская, 91